# Регія
Регія (лат. Regia) — резиденція Великого понтифіка і місцеперебування Колегії понтифіків в Стародавньому Римі.

## Історія
Заснована царем Нумою Помпілієм. Будинок знаходився на Священній дорозі (Via Sacra) на околиці Римського форуму, біля підніжжя Палатинського пагорба та навпроти храму Вести та дому весталок, поруч з храмом Цезаря.
Під час розграбування Риму галлами в 390 до н. е. Регія зруйнована. Після цього вона тричі горіла: у 210, 148 і 36 до н. е.
У 12 до н. е. Октавіан Август віддав частину будівлі весталкам. Горіла ще кілька разів: за Нерона і Коммода. Останнє її відновлення належить до часу Септимія Севера і Каракалли.
Руїни будівлі відкриті у 1878 році. У 1886 році Нікольс, Джордан та Х. Гюльзен знову провели розкопки. У Регіі знаходилося святилище Марса, де зберігався його Анкіл та списи, які за легендою шумлять напередодні нещастя, а передня частина святині Ops Consiva (богиня випадку), була доступна лише весталкам і Sacerdos publicus. Тут же містився архів Колегії понтифіків.
На південно-західній стіні були вирізані консульські (36 до н. е.) і тріумфальні (між 18 і 12 до н. е.) фасції. У залі засідала Колегія понтифіків, а в курії жив сам Великий понтифік.

## Галерея

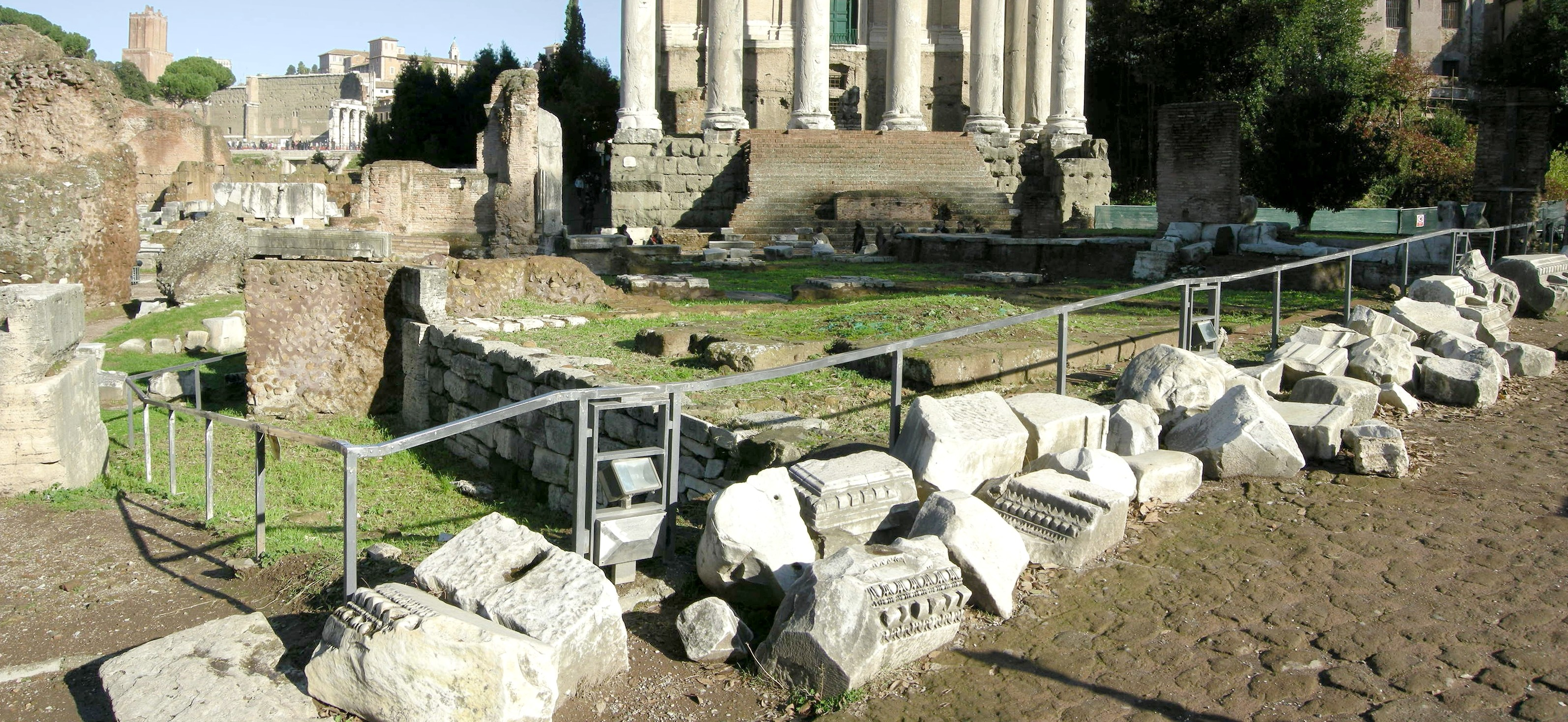
Панорама
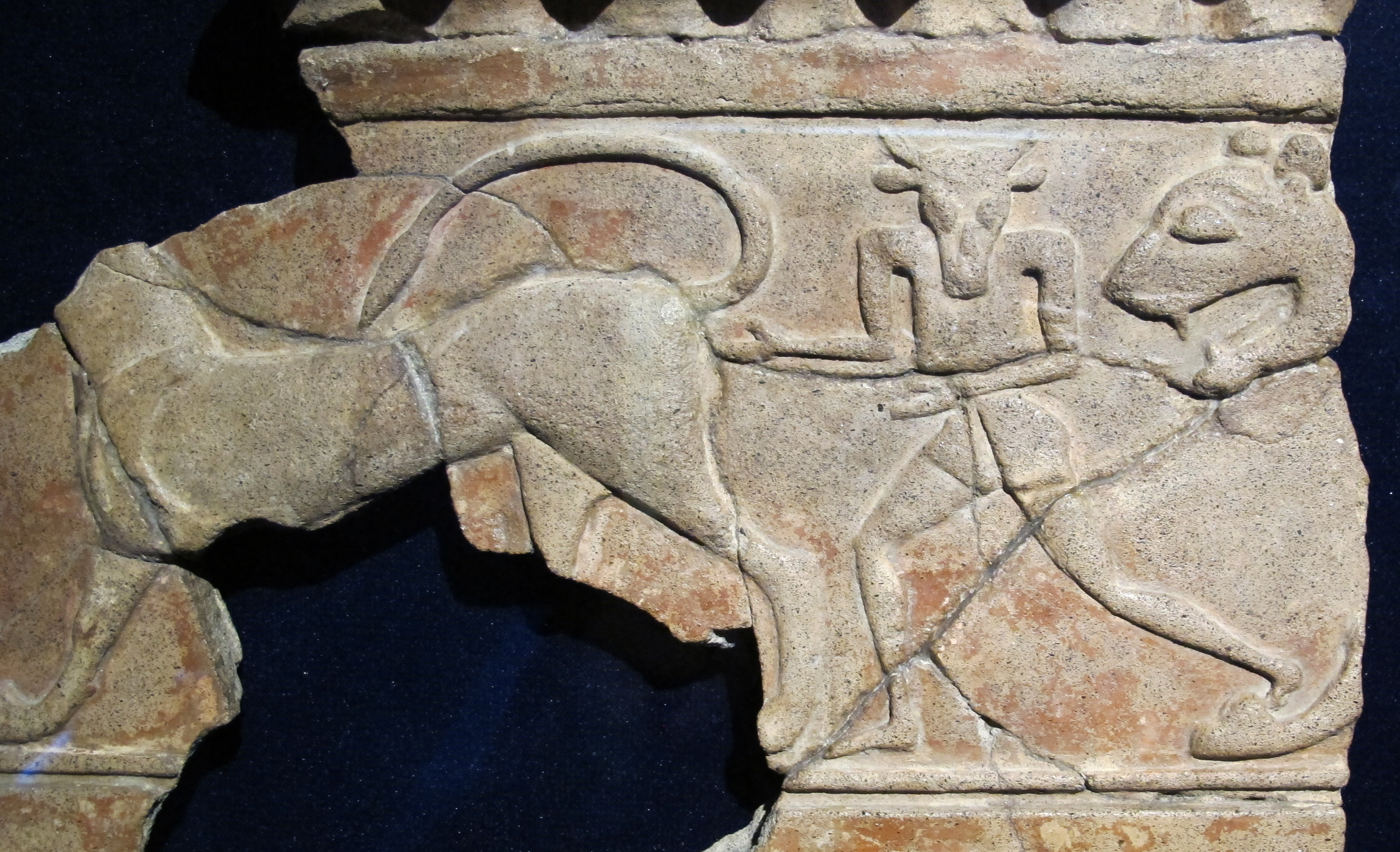
Фрагмент теракотової фризової дощечки із зображенням мінотавра та кішок, бл. 600-550 до н.е., антікваріум Римського форуму
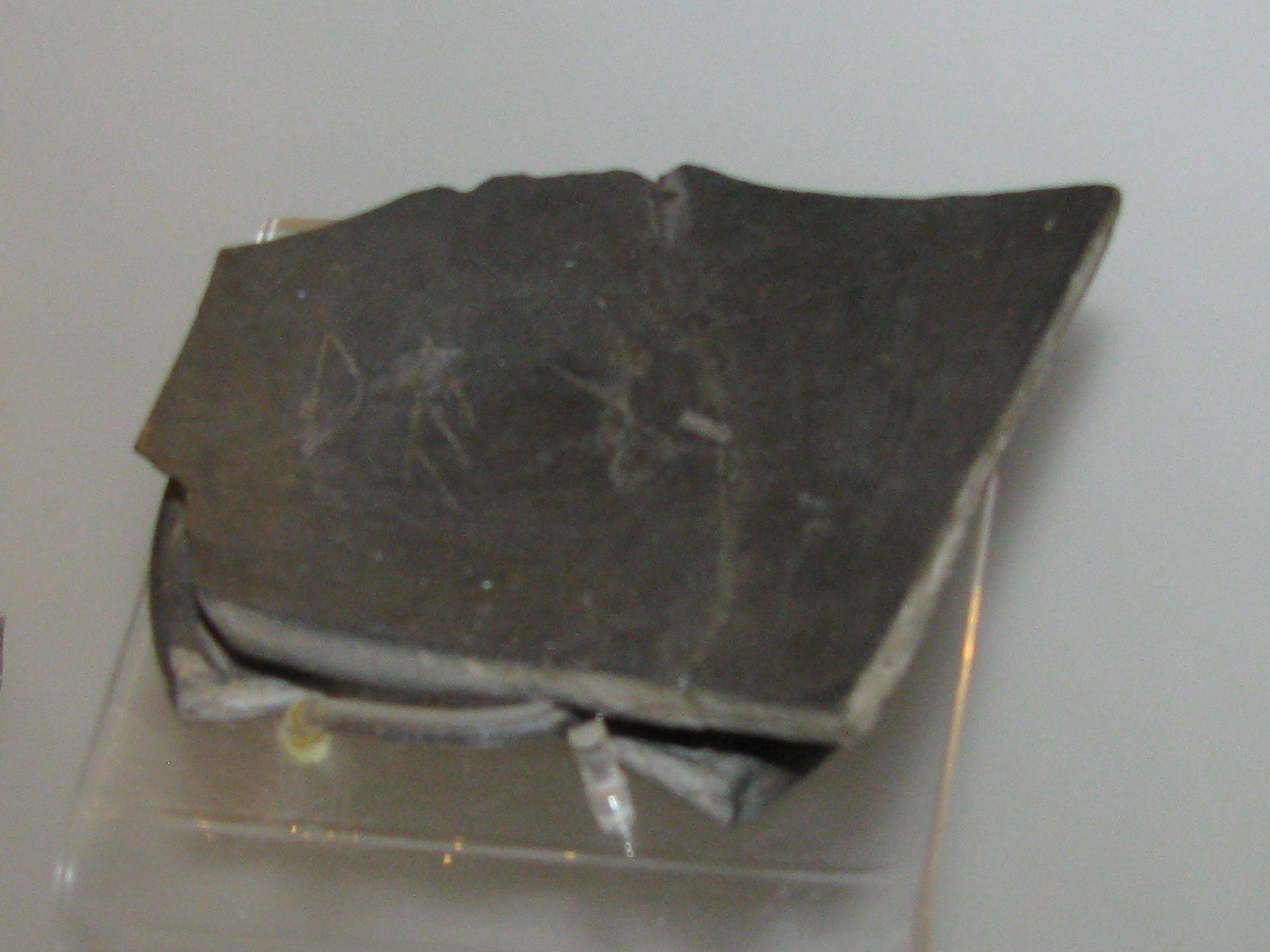
Буккеро з написом "Rex"